# Penny Hardaway
Anfernee Deon „Penny“ Hardaway (* 18. Juli 1971 in Memphis, Tennessee) ist ein ehemaliger US-amerikanischer Basketballspieler, der von 1993 bis 2007 in der NBA aktiv war. Hardaway gehörte in den 1990er Jahren zu den populärsten Spielern des Sports. Im Jahr 2018 wurde Hardaway Trainer der University of Memphis, wo er auch zu Collegezeiten spielte.

## Karriere
Nach drei Jahren auf der Memphis State University (seit 1994 University of Memphis) meldete er sich zum NBA Draft 1993 an. Die Golden State Warriors wählten ihn an dritter Stelle, um ihn umgehend gegen den von den Orlando Magic an Nummer eins gedrafteten Chris Webber zu tauschen. Hardaways erste Saison verlief sehr erfolgreich. So wurde er MVP des Rookie-All-Star Games und Zweiter bei der Wahl zum Rookie of the Year, hinter Chris Webber. Für seine Leistungen in Orlando wurde Hardaway 1994 in das NBA All-Rookie First Team berufen.
Bei den Magic traf er auf Center Shaquille O’Neal, der 1992 zum Team kam und mit dem der Point Guard Hardaway bis 1996 ein kongeniales Duo bildete. Hardaway hatte in dieser Zeit seine sportlich besten Jahre. Bereits in seinem zweiten Jahr wurde er ins NBA All-Star Game eingeladen und ins All-NBA First Team berufen. Drei weitere Einladungen zum All-Star Game sollten folgen. Er erzielte in dieser Zeit etwa 20 Punkte und 7 Assists pro Spiel. In der Saison 1994/95 schafften die Magic es bis in die NBA-Finalserie, die allerdings mit 0:4 gegen die Houston Rockets verloren ging. Am 8. November 1995 erreichte Hardaway mit 42 Punkten gegen die New Jersey Nets seinen Karrierebestwert.
1996 war er Mitglied des Dream Team III, das bei den Olympischen Spielen in Atlanta die Goldmedaille gewann.
Nachdem O’Neal 1996 zu den Los Angeles Lakers gewechselt war, war Hardaway der alleinige Teamleader. Er konnte aber den Abgang des dominanten Centers jedoch nicht kompensieren. Schwere Verletzungen warfen ihn immer wieder zurück; so absolvierte er in der Saison 1997/98 nur 19 Spiele.
1999 transferierten die Magic Hardaway zu den Phoenix Suns, im Tausch gegen Danny Manning, Pat Garrity und zwei zukünftige Erstrunden-Draftpicks. In Phoenix setzte sich Hardaways Verletzungsmisere (nur vier Spiele in der Saison 2000/01) fort, so dass er mit Ausnahme der Saison 1999/2000 seine Leistungen nicht mehr in gewohntem Maße bringen konnte. Seine Punkteausbeute fiel von durchschnittlich 18 bei den Magic auf etwa 10 Punkte pro Spiel bei den Suns. Dennoch war Hardaway ein wichtiger Spieler der Suns-Rotation.
2004 wurde Hardaway unter anderem mit Stephon Marbury im Tausch gegen Howard Eisley, Charlie Ward, Antonio McDyess, Maciej Lampe, die Draftrechte an Miloš Vujanić, einem Erstrunden-Draftpick für 2004 und einem weiteren, zukünftigen Erstrundenpick zu den New York Knicks geschickt. Für die Knicks absolvierte er in drei Jahren 83 Spiele und erzielte dabei 8,2 Punkte, 3,5 Rebounds und 1,9 Assists pro Spiel.

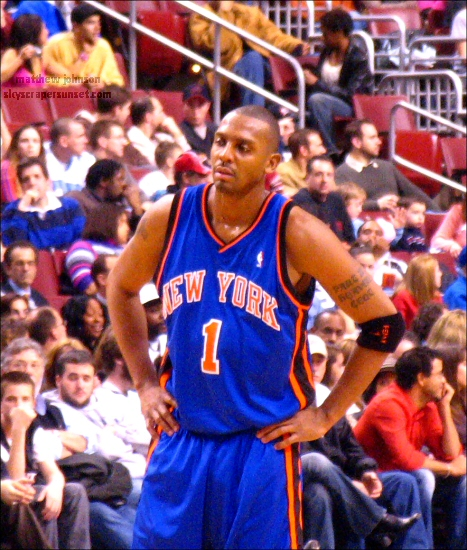
Hardaway im Trikot der Knicks (2005)

Im Februar 2006 führte Hardaways Weg zusammen mit Trevor Ariza im Tausch für Steve Francis wieder zurück nach Orlando. Dort wurde Hardaway wenige Tage später, ohne ein Spiel für das Team absolviert zu haben, aus seinem Vertrag entlassen.
Nach der Saison 2005/06 zog er sich zunächst vom aktiven Sport wegen Knieproblemen zurück.
2007/08 kam er mit einem Comeback in die NBA zurück und wurde von den Miami Heat unter Vertrag genommen. Am 12. Dezember wurde Hardaway allerdings schon nach 16 Spielen wieder vom Team aus Florida entlassen.
Während seiner Karriere erzielte Hardaway in 704 Spielen im Durchschnitt 15,2 Punkte, 4,5 Rebounds und 5,0 Assists pro Partie.

### Trainerkarriere
Nachdem er zwischen 2015 und 2018 eine Highschool in Memphis als Trainer betreute, wurde Hardaway im März 2018 als neuer Trainer der University of Memphis vorgestellt, für die er in seiner College-Karriere von 1991 und 1993 spielte.

## Sonstiges
Nach seinem Karriereende eröffnete Hardaway in Memphis einen Friseurladen und einen Beauty-Salon.
2012 wurde er Teilhaber der Memphis Grizzlies.

## Erfolge
- Olympische Goldmedaille mit den USA (1996)
- 1× NBA-Finals (1995)
- 4× NBA-All-Star (1995–1998)
- 2× All-NBA First Team (1995–1996)
  - All-NBA Third Team (1997)
- NBA All-Rookie First Team (1994)
  - NBA Rookie Challenge MVP (1994)

## NBA-Statistiken

### Regular Season
| Saison  | Team     | GP  | GS  | MPG  | FG % | 3P % | FT %  | RPG | APG | SPG | BPG | PPG  |
| ------- | -------- | --- | --- | ---- | ---- | ---- | ----- | --- | --- | --- | --- | ---- |
| 1993–94 | Orlando  | 82  | 64  | 36.8 | .466 | .267 | .742  | 5.4 | 6.6 | 2.3 | 0.6 | 16.0 |
| 1994–95 | Orlando  | 77  | 77  | 37.7 | .512 | .349 | .769  | 4.4 | 7.2 | 1.7 | 0.3 | 20.9 |
| 1995–96 | Orlando  | 82  | 82  | 36.8 | .513 | .314 | .767  | 4.3 | 7.1 | 2.0 | 0.5 | 21.7 |
| 1996–97 | Orlando  | 59  | 59  | 37.6 | .447 | .318 | .820  | 4.5 | 5.6 | 1.6 | 0.6 | 20.5 |
| 1997–98 | Orlando  | 19  | 15  | 32.9 | .377 | .300 | .763  | 4.0 | 3.6 | 1.5 | 0.8 | 16.4 |
| 1998–99 | Orlando  | 50  | 50  | 38.9 | .420 | .286 | .706  | 5.7 | 5.3 | 2.2 | 0.5 | 15.8 |
| 1999–00 | Phoenix  | 60  | 60  | 37.6 | .474 | .324 | .790  | 5.8 | 6.3 | 1.6 | 0.6 | 16.9 |
| 2000–01 | Phoenix  | 4   | 4   | 28.0 | .416 | .250 | .636  | 4.5 | 3.8 | 1.5 | 0.3 | 9.8  |
| 2001–02 | Phoenix  | 80  | 56  | 30.8 | .418 | .277 | .810  | 4.4 | 4.1 | 1.5 | 0.4 | 12.0 |
| 2002–03 | Phoenix  | 58  | 51  | 30.6 | .447 | .356 | .794  | 4.4 | 4.1 | 1.1 | 0.4 | 10.6 |
| 2003–04 | Phoenix  | 34  | 10  | 25.8 | .443 | .400 | .857  | 2.9 | 2.9 | 0.8 | 0.2 | 8.7  |
| 2003–04 | New York | 42  | 4   | 29.0 | .390 | .364 | .775  | 4.5 | 1.9 | 1.0 | 0.3 | 9.6  |
| 2004–05 | New York | 37  | 0   | 24.2 | .423 | .300 | .739  | 2.4 | 2.0 | 0.8 | 0.1 | 7.3  |
| 2005–06 | New York | 4   | 0   | 18.0 | .286 | .000 | 1.000 | 2.5 | 2.0 | 0.5 | 0.0 | 2.5  |
| 2007–08 | Miami    | 16  | 8   | 20.3 | .367 | .421 | .889  | 2.2 | 2.2 | 1.2 | 0.1 | 3.8  |
| Gesamt  |          | 704 | 558 | 33.7 | .458 | .316 | .774  | 4.5 | 5.0 | 1.6 | 0.4 | 15.2 |

### Playoffs
| Saison | Team     | GP | GS | MPG  | FG % | 3P % | FT % | RPG | APG | SPG | BPG | PPG  |
| ------ | -------- | -- | -- | ---- | ---- | ---- | ---- | --- | --- | --- | --- | ---- |
| 1994   | Orlando  | 3  | 3  | 44.3 | .440 | .455 | .700 | 6.7 | 7.0 | 1.7 | 2.0 | 18.7 |
| 1995   | Orlando  | 21 | 21 | 40.4 | .472 | .404 | .757 | 3.8 | 7.7 | 1.9 | 0.7 | 19.6 |
| 1996   | Orlando  | 12 | 12 | 39.4 | .465 | .364 | .744 | 4.7 | 6.0 | 1.7 | 0.3 | 23.3 |
| 1997   | Orlando  | 5  | 5  | 44.0 | .468 | .367 | .741 | 6.0 | 3.4 | 2.4 | 1.4 | 31.0 |
| 1999   | Orlando  | 4  | 4  | 41.8 | .351 | .462 | .769 | 5.0 | 5.5 | 2.3 | 0.3 | 19.0 |
| 2000   | Phoenix  | 9  | 9  | 42.9 | .462 | .263 | .710 | 4.9 | 5.7 | 1.6 | 1.2 | 20.3 |
| 2003   | Phoenix  | 6  | 6  | 40.7 | .386 | .360 | .722 | 6.0 | 4.3 | 2.2 | 0.8 | 12.7 |
| 2004   | New York | 4  | 3  | 42.0 | .365 | .357 | .833 | 4.5 | 5.8 | 1.5 | 0.3 | 16.5 |
| Gesamt |          | 64 | 63 | 41.3 | .448 | .380 | .746 | 4.7 | 6.2 | 1.9 | 0.8 | 20.4 |